# Walford (Ross-on-Wye)
Walford – wieś i civil parish w Anglii, w hrabstwie Herefordshire. Leży 22 km na południe od miasta Hereford i 176 km na zachód od Londynu. W 2011 roku civil parish liczyła 1514 mieszkańców. Walford jest wspomniana w Domesday Book (1086) jako Walecford.